# Ayat-sur-Sioule
Ayat-sur-Sioule egy község Franciaországban, Auvergne-ben, Puy-de-Dôme megyében. A falu régen Saint-Hilaire-d'Ayat nevet viselte.

## Története
Itt született Louis Charles Antoine Desaix 1768. augusztus 17-én. 122 évvel később (1890. augusztus 17-én) itt avatták fel a tábornok emlékművét, Charles Arnaud alkotását.

## Fordítás
- Ez a szócikk részben vagy egészben  az   Ayat-sur-Sioule című francia Wikipédia-szócikk fordításán alapul.  Az eredeti cikk szerkesztőit annak laptörténete sorolja fel. Ez a jelzés csupán a megfogalmazás eredetét és a szerzői jogokat jelzi, nem szolgál a cikkben szereplő információk forrásmegjelöléseként.